# Elisabetta Oliviero
Elisabetta Oliviero (* 18. Juli 1997 in Pompei) ist eine italienische Fußballspielerin. 

## Karriere

### Vereine
Oliviero begann für den in Genua im gleichnamigen Stadtteil ansässigen Molassana Boero CF mit dem Fußballspielen und rückte zur Saison 2015/16 in deren erste Mannschaft auf.
Nach ihrer Premierensaison im Seniorinnenbereich spielte sie in der Saison 2016/17 auf Leihbasis für die ASD Cuneo. Ihr erstes von 22 Punktspielen bestritt sie zum Saisonauftakt am 1. Oktober 2016 beim 2:0-Sieg im Heimspiel gegen die USD San Zaccaria.
Nach dem Ende der Leihfrist kehrte Oliviero zu Molassana Boero CF zurück und verblieb dort etwas mehr als einen Monat, bevor sie im August 2017 zur US Sassuolo Calcio wechselte und für diesen Verein bis zum Saisonende 2018/19 36 Punktspiele bestritt und vier Tore erzielte. Ihr erstes von drei in den ersten 21 Saisonspielen erzielte sie am 2. Dezember 2017 (7. Spieltag) bei der 1:2-Niederlage im Heimspiel gegen Atalanta Mozzanica mit dem Treffer zum 1:1 in der 40. Minute.
Anschließend spielte Oliviero von 2019 bis 2021 für die SSD Napoli Femminile. Danach folgte eine Saison für beim FC Empoli und zwei Saisons bei Sampdoria Genua.
Seit der Saison 2024/25 ist Oliviero für die Frauenmannschaft von Lazio Rom aktiv.

### Nationalmannschaft
Elisabetta Oliviero kam als A-Nationalspielerin des FIGC am 23. Februar 2024 in Florenz zu ihrem Debüt. Die in Freundschaft ausgetragene Begegnung mit der Nationalmannschaft Irlands endete torlos. Mit ihrem zweiten A-Länderspiel am 2. Dezember 2024 in Bochum erlebte sie den 2:1-Sieg über die Nationalmannschaft Deutschlands; sie wurde in der 78. Minute für Valentina Bergamaschi eingewechselt.
Im Spieljahr 2025 wurde Oliviero im ersten und dritten bis sechsten Spiel der Gruppe A4 im Wettbewerb der Nations League eingesetzt. Dem Kader für die Europameisterschaft 2025 zugehörig, wurde sie in allen drei Spielen der Gruppe B berücksichtigt, wobei sie im letzten Gruppenspiel am 11. Juli in Bern bei der 1:3-Niederlage gegen die Nationalmannschaft Spaniens mit dem Treffer zur 1:0-Führung in der zehnten Minute ihr erstes A-Länderspieltor erzielte. Mit dem 2:1-Sieg im Viertelfinale über die Nationalmannschaft Norwegens erreichte sie mit ihrer Mannschaft das Halbfinale.